# Lacul Solești
Lacul Solești este un lac de acumulare aflat pe râul Vasluieț la câtiva kilometri în amonte de municipiul Vaslui. Lacul este amplasat în partea de nord a comunei Solești.
Apa acumulată în lac este folosită pentru:  
- alimentarea cu apă a municipiului Vaslui;
- combaterea inundațiilor în lunca râului Vasluieț;
- asigurarea cu apă a irigațiilor în lunca râului Vasluiet;
- asigurearea unui luciu piscicol de aproximativ 457 ha pentru piscicultură;

Pentru a se stabili gradul de poluare este necesară colectarea de probe de apă de la diferite stații, astfel la acumularea Solești s-au stabilit 5 stații:
- Stația nr. 1 este situată la intrarea în Vaslui, în lac;
- Stația nr. 2 este la coada lacului;
- Stația nr. 3 este in mijlocul lacului;
- Stațiile nr. 4 si 5 s-au stabilit la turnul acumulării, de aici colectandu-se probe de suprafață, respectiv probe de adâncime (3 m).